# كين أندرسون (سياسي)
كين أندرسون (بالإنجليزية: Ken Anderson)‏ هو سياسي أسترالي، ولد في 11 أكتوبر 1909، وتوفي في 29 مارس 1985 في أستراليا. حزبياً، نشط في الحزب الليبرالي الأسترالي. وقد انتخب عضو الجمعية التشريعية نيو ساوث ويلز وانتخب عضو مجلس الشيوخ الأسترالي ‏ عن دائرة نيوساوث ويلز ‏ (1 يوليو 1953 – 11 نوفمبر 1975).